# トム・ウェイツ
トム・ウェイツ（Tom Waits、本名：Thomas Alan Waits、1949年12月7日 - ）は、アメリカ合衆国カリフォルニア州ポモナ出身のシンガーソングライター、俳優。
2011年に、ロックの殿堂入りを果たした。
「ローリング・ストーンの選ぶ歴史上最も偉大な100人のシンガー」において第82位。
「Q誌の選ぶ歴史上最も偉大な100人のシンガー」において第75位。

## 概要
1973年に、レコード・デビュー。「酔いどれ詩人」という異名で知られ、特徴的な嗄れた歌声、ジャズ的なピアノ演奏、しがない人々の心情をユーモラスに描きながらも温かい視線で見つめる独特な歌詞世界、ステージ上での軽妙な語り口でカルト的人気を博した。キャリア初期からポエトリー・リーディングも取り入れ、本人曰く、「得意楽器はボキャブラリー」。1980年代からは実験的な音作りも取り入れ、1990年代以降は、グラミー賞の受賞や、ビルボード誌のアルバム・チャートでトップ40入りを果たす等、その個性がより幅広い層に認知されていく。キース・リチャーズ等の著名ミュージシャンからも高く評価され、楽曲をカバーするミュージシャンも多数。
1978年以降は俳優としても活動し、とりわけフランシス・フォード・コッポラやジム・ジャームッシュといった映画監督と関係が深い。

## 経歴

### デビュー前
カリフォルニア州ロサンゼルス郡ポモナ出身。トム本人の弁によれば、母親が病院に駆けつけるタクシーの後部座席で生まれたという（ただし、この逸話の後には、産声が「タイムズスクエアに繰り出すぞ!」だったという明らかなホラ話が続く）。幼い頃は、父親が歌っていたアイルランド民謡や、ラジオで聴いたジャズに親しんだ。10歳の頃に両親が離婚し、姉2人と共に母親に引き取られてサンディエゴ郡ナショナルシティに移るが、父親とも友好的な関係を続けた。
ティーンエイジャーの頃はフォーク、ブルース、R&B、ジャズに傾倒し、当時流行していたロックには興味を示さなかった。トムは、自分に衝撃を与えた人物としてジェームス・ブラウン、ボブ・ディラン、ライトニン・ホプキンス、セロニアス・モンク等を挙げている。
16歳で高校を中退し、ピザ屋の店員として働く。この頃、ジャック・ケルアック等のビートニク文学に影響を受け、また、仕事の合間に作詞・作曲を始めた。トムのセカンド・アルバム『土曜日の夜』収録曲「ゴースト・オブ・サタデイ・ナイト」は、この頃の経験を元にした歌で、同曲のサブタイトルは「After Hours at Napoleone's Pizza House（仕事がはねたあとナポウリオーニーズ・ピザ・ハウスで）」。
1970年代初頭にロサンゼルスに移り、クラブで歌うようになる。1971年にはザ・マザーズ・オブ・インヴェンション、アリス・クーパー、ティム・バックリィ等のマネージメントをしていたハーブ・コーエンと出会い、同年、初のデモ・テープを制作。この時の音源は、1990年代にコンピレーション・アルバム『アーリー・イヤーズVol.1』（1991年）、『アーリー・イヤーズVol.2』（1993年）として世に出ることとなる。

### アサイラム・レコード期
1972年、当時はまだ新興レーベルだったアサイラム・レコードと契約し、1973年にアルバム『クロージング・タイム』でデビュー。商業的には成功しなかったが、同作収録曲「オール'55」は、1974年にイーグルスがアルバム『オン・ザ・ボーダー』（1974年）でカヴァーして話題となった。
1976年、初のヨーロッパ・ツアーを行う。同年、アルバム『スモール・チェンジ』で初めて全米アルバム・チャートのトップ100にランク・イン（最高位89位）。同作には、大御所ジャズ・ドラマーのシェリー・マンが参加。収録曲「トム・トラバーツ・ブルース」は、後に様々なミュージシャンにカヴァーされ、また、2009年には日本のテレビドラマ『不毛地帯』のエンディング・テーマに起用される。
1977年1月には初の日本ツアーを行う（10都市12公演、初日は1月8日の東京・久保記念講堂公演）。同年発表の『異国の出来事』ではベット・ミドラーと共演。同作のジャケットは、トムと恋人のリッキー・リー・ジョーンズ（当時はまだ歌手デビュー前だった）のツーショット写真。
1978年3月には、二度目の日本公演を行う。同年、トムが端役で出演した映画『パラダイス・アレイ』（監督・主演:シルヴェスター・スタローン）が公開され、俳優デビューを果たす。
1970年代末にはリッキー・リー・ジョーンズと別れ、1980年代に入るとニューヨークに移る。この頃、映画監督のフランシス・フォード・コッポラと出会う。1980年8月には、コッポラの下で脚本編集者として働いていたキャスリーン・ブレナンと結婚。キャスリーンは、ソングライティングやプロデュースの面でもトムをサポートしていく。同年発表のアルバム『ハートアタック・アンド・ヴァイン』には、以後長きに渡ってトムの盟友となるベーシスト、グレッグ・コーエンが初参加。
1982年、トムが初めて音楽を担当した映画作品『ワン・フロム・ザ・ハート』（監督:フランシス・フォード・コッポラ）公開。トムは俳優としても端役（トランペット奏者役）で出演。本国アメリカでは興行的に失敗し、評論家にも酷評されるが、ヨーロッパでは好意的に評価された。クリスタル・ゲイルとの連名による同名のサウンドトラック・アルバムは、アカデミー編曲・歌曲賞にノミネートされた。

### アイランド・レコード期
1982年、実験的な音作りの新曲がアサイラム・レコードに難色を示されたことから、トム・ウェイツはクリス・ブラックウェルのアイランド・レコードに移籍した。。翌年、移籍第一弾『ソードフィッシュトロンボーン』を発表。同作収録曲「ワイルドなフランクの話」は、トムの脚本家デビューとなったミュージカル『フランクス・ワイルド・イヤーズ』（1986年6月初演）に発展していく。
1985年のアルバム『レイン・ドッグ』（1985年）にはキース・リチャーズ等がゲスト参加。同作収録曲「ダウンタウン・トレイン」は、後にロッド・スチュワートによるカヴァーが大ヒットを記録し、トムの代表曲の一つとなる。その後トムは、ローリング・ストーンズのアルバム『ダーティ・ワーク』（1986年）にゲスト参加。また、1986年にはトムの初主演映画『ダウン・バイ・ロー』（監督・脚本:ジム・ジャームッシュ）公開。
1987年9月30日、ロイ・オービソンのロサンゼルス公演で、ブルース・スプリングスティーン、エルヴィス・コステロ、ジャクソン・ブラウン、ボニー・レイット等と共にロイのバック・バンドに参加。この時のステージは、1989年にライブ・アルバム『ブラック・アンド・ホワイト・ナイト』としてCD化された。また、アルバム『フランクス・ワイルド・イヤーズ』（1987年）に伴うツアーの模様は録音・録画され、ライブ・アルバム『ビッグ・タイム』及び同名ドキュメンタリー映画として発表された。なお、同ツアーで重要な役割を果たしたマーク・リボー（ギター）とマイケル・ブレア（パーカッション、ドラムス）は、トムからの影響を公言する日本のシンガーソングライター、SIONのアルバム『春夏秋冬』（1987年）に参加しているのに加え、エルヴィス・コステロにも気に入られ、コステロのアルバム『スパイク』（1989年）にも参加する運びとなった。
1990年3月、トムが音楽を担当したミュージカル『ブラック・ライダー』（ロバート・ウィルソン演出、ウィリアム・S・バロウズ脚本）がハンブルクで初演。1993年には、同作の楽曲を用いたアルバムが発表され、2004年には英語版（主演はマリアンヌ・フェイスフル）がロンドンで初演された。また、プライマスのメジャー・デビュー・アルバム『セイリング・ザ・シーズ・オブ・チーズ』（1991年）にゲスト参加。その後、プライマスのベーシストのレス・クレイプールは、度々トムのレコーディングに参加することとなる。
1992年発表の『ボーン・マシーン』では、再びキース・リチャーズと共演。同作はグラミー賞の最優秀オルタナティヴ・レコード賞を獲得。トムにとって初のグラミー賞受賞となった。それと前後して、盟友ジム・ジャームッシュの監督映画『ナイト・オン・ザ・プラネット』の音楽を担当し、更に年末には、再びロバート・ウィルソン演出のミュージカル『アリス』の音楽を担当。同作の楽曲は、後に再レコーディングされ、アルバム『アリス』（2002年）として発表された。
1993年、現代音楽の作曲家ギャヴィン・ブライアーズのアルバム『Jesus' Blood Never Failed Me Yet』（1971年に作曲された同名楽曲の再録）に、トムがゲスト参加。1994年には、ジョニー・キャッシュ『American Recordings』に、書き下ろしの新曲「Down There by the Train」提供。トムも後に『オーファンズ』でセルフカヴァーした。1995年、ティム・ロビンス監督映画『デッドマン・ウォーキング』のサウンドトラック・アルバムに、書き下ろしの新曲「ザ・フォール・オブ・トロイ」「ウォーク・アウェイ」提供（アルバムのみ収録で、劇中では使われていない）。

### アンタイ・レコード期
1999年、エピタフ・レコード傘下のアンタイ・レコード（Anti-）に移籍。同年、アルバム『ミュール・ヴァリエイションズ』で、初めて全米トップ40入りを果たし、ノルウェーのアルバム・チャートでは1位を獲得した。同作はグラミー賞のベスト・コンテンポラリー・フォーク・アルバム部門を受賞。また、ジャック・ケルアックのトリビュート・アルバム『Reads on the Road』（1999年）で、ジャックが生前残していた散文に、プライマスと共に音楽をつける形で参加。旧友チャック・E・ワイスのアルバム『エクストリームリー・クール』（1999年）にも、ボーカルやプロデュースで参加した。
2000年11月、トムと妻キャスリーンが音楽を担当したミュージカル『ヴォイツェック』（ゲオルク・ビューヒナーの戯曲が原作）がデンマークで初演された。
2002年には、アルバム『ブラッド・マネー』と『アリス』の2枚（両方とも、トムとキャスリーンが関わったミュージカルの楽曲を再録音したもの）を同日に発売。デンマークでは、これら2作がアルバム・チャートの2位と3位を独占した。また、デブラ・ウィンガーの出演映画『Big Bad Love』に新曲を2曲提供し、そのうち「ロング・ウェイ・ホーム」は、ノラ・ジョーンズがアルバム『フィールズ・ライク・ホーム』（2004年）でカヴァー。更に、ソロモン・バークのアルバム『ドント・ギヴ・アップ・オン・ミー』にも、キャスリーンとの共作による書き下ろしの新曲「ダイアモンド・イン・ユア・マインド」を提供した。
2003年、ラモーンズのトリビュート・アルバム『ウィー・アー・ア・ハッピー・ファミリー〜ラモーンズ・トリビュート』にトムも参加し、「ジャッキー・アンド・ジュディー」を歌う。また、同年9月21日、リチャード・ギアが主催したチベットの僧を救うためのベネフィット・コンサートに、グレッグ・コーエンと共に参加し、クロノス・クァルテットと共演。この時の演奏は、2007年にオムニバス・ライヴ・アルバム『Healing the Divide』として発表された。
2004年のアルバム『リアル・ゴーン』では、ピアノを一切使わないという新境地を見せた。また、ロス・ロボス『ザ・ライド』（2004年）収録曲「Kitate」にゲスト参加。2005年にはイールズ『ブリンギング・ライツ・アンド・アザー・レヴェレイションズ』にも参加した。
2006年、アルバム未収録だった楽曲と新曲を合計54曲収録した3枚組CD『オーファンズ』発表。同作の日本盤CDのブックレットには、オダギリジョーと勝手にしやがれの武藤昭平（2人ともトムのファンとして知られる）がコメントを寄せている。
2011年10月、新録音のスタジオ・アルバムとしては7年振りの作品『バッド・アズ・ミー』を発表。同作には、『ボーン・マシーン』（1992年）以来の共演となるキース・リチャーズに加えて、レッド・ホット・チリ・ペッパーズのフリー等が参加した。そして、トムは同作でデビュー以来初の全米トップ10入りを果たし、ノルウェーでは自身にとって2度目のアルバム・チャート1位獲得を果たした。

## 評価

### 音楽家からの評価
1976年のロンドン公演を見たエルヴィス・コステロは、「あんな豊かな歌を作る人間がいたなんて」とショックを受けたと語っている。1987年のニューヨーク公演では、コステロの他にミュージシャンではキース・リチャーズ、ビリー・アイドル、デヴィッド・バーン、バリー・マニロウ、俳優ではダリル・ハンナも客席にいたという。
日本のミュージシャンの中にも、トムに敬意を示す者は多い。大塚まさじ『遠い昔ぼくは…』（1976年）には、トムに捧げた楽曲「まだ会わぬ友 (トム・ウェイツに)」収録。SION『春夏秋冬』（1987年）収録曲「クロージング・タイム」には、「酔いどれトム」「トロピカーナ・モーテル」（トムが1970年代に暮らしていたロサンゼルスのモーテル）といった言葉が登場。

### メディアによる評価
『ローリング・ストーン』誌が2003年に選出したオールタイム・グレイテスト・アルバム500に、トムの作品が3枚（『土曜日の夜』『レイン・ドッグ』『ミュール・ヴァリエイションズ』）ランク・インした。
また、『ピッチフォーク・メディア』が選んだ1980年代におけるベストアルバム・リストの中で、『ソードフィッシュトロンボーン』『レイン・ドッグ』の二枚が選出されている。
俳優としては、『ドラキュラ』での演技が『バラエティ』誌で「圧倒的」、『エンパイア』誌で「メインキャストまで食ってしまうほどの名演」と評された。また、『ショート・カッツ』に関して、『ローリング・ストーン』誌はトムとリリー・トムリンの演技を「センセーショナル」と評した。

## トム・ウェイツの楽曲をカヴァーしたミュージシャン

### トム・ウェイツのカヴァー・アルバム
- ホリー・コール - 『Temptation』（1995年）[24]
- スカーレット・ヨハンソン - 『レイ・マイ・ヘッド』（2008年）

スカーレットの歌手デビュー作。「フォーリン・ダウン」「ファニン・ストリート」の2曲にデヴィッド・ボウイ参加。
- サウスサイド・ジョニー - 『グレープフルーツ・ムーン〜ソングス・オブ・トム・ウェイツ』（2008年）[25]

### その他
姓またはバンド名の五十音順。
- イーグルス
- トーリ・エイモス
- エヴリシング・バット・ザ・ガール
- クイーンズ・オブ・ザ・ストーン・エイジ
- ダイアナ・クラール
- エルヴィス・コステロ
- ホリー・コール
- ボブ・シーガー

- ノラ・ジョーンズ
- ロッド・スチュワート
- ブルース・スプリングスティーン
- パティ・スマイス
- 竹内まりや
- 友部正人
- ジェーン・バーキン
- ティム・バックリィ
- スクリーミン・ジェイ・ホーキンズ
- ボン・ジョヴィ

- サラ・マクラクラン
- イアン・マシューズ
- マンハッタン・トランスファー
- ベット・ミドラー
- ミートローフ
- ポール・ヤング
- ラモーンズ
- ジョナサン・リッチマン
- ラナ・レーン

## 人物・エピソード

### 著作権に関する訴訟
- 自分の曲がテレビCMに使われることを嫌っており、他の歌手によるカヴァーや、ものまねタレントがトムに似せて歌った場合でも、企業に対して訴訟を起こしてきた。2004年には、アウディがスペインで放送したCMで、「夢見る頃はいつも」と似た曲がトムの声真似で歌われていることに激怒し、同社を訴えて2006年に勝訴。これは、スペインでの著作権に関する訴訟で、ミュージシャンの著作者人格権が認められた初の判例となった[26]。
- 著作権問題に関しては、2001年にMP3.comも告訴した。自分の楽曲が、My.MP3.comのサービスでアクセス可能になったことに対し、トム、ランディ・ニューマン、ハートのウィルソン姉妹の4人は、総額4,000万ドルの損害賠償を請求[27]。

### その他
- 1974年にイーグルスがトムの「オール'55」をカヴァーしたが、トムは素直に喜ばず、逆に『NME』のインタビューでイーグルスを「退屈」と揶揄。後年、トムはその件でドン・ヘンリーに謝罪している。1989年にロッド・スチュワートが「ダウンタウン・トレイン」のカヴァーをヒットさせた時は、トムはロッドに「おかげで裏庭に子ども用のプールを作れた」と言ったとのこと[28]。
- 初期のアルバム・ジャケットの多くに煙草が登場するほどの愛煙家だったが、30歳を前にして禁煙。しかし、ジャームッシュ監督の映画『コーヒー&シガレッツ』（2003年）に出演した際、再び煙草を吸ってしまい、その後2回目の禁煙をした[29]。
- キャプテン・ビーフハート・アンド・ザ・マジック・バンドからも影響を受けた。彼は1970年代半ばにキャプテン・ビーフハートことドン・ヴァン・ヴリートに出会い、ヴァン・ヴリートが2010年に病没するまで接触を保った数少ない人物の一人である[30][注釈 3]。

## ディスコグラフィ

### スタジオ・アルバム
- 『クロージング・タイム』 - Closing Time （1973年）
- 『土曜日の夜』 - The Heart of Saturday Night （1974年）
- 『スモール・チェンジ』 - Small Change （1976年）
- 『異国の出来事』 - Foreign Affairs （1977年）
- 『ブルー・ヴァレンタイン』 - Blue Valentine （1978年）
- 『ハートアタック・アンド・ヴァイン』 - Heartattack and Vine （1980年）
- 『ソードフィッシュトロンボーン』 - Swordfishtrombones （1983年）
- 『レイン・ドッグ』 - Rain Dogs （1985年）
- 『フランクス・ワイルド・イヤーズ』 - Franks Wild Years （1987年）
- 『ボーン・マシーン』 - Bone Machine （1992年）
- 『ブラック・ライダー』 - The Black Rider （1993年）
- 『ミュール・ヴァリエイションズ』 - Mule Variations （1999年）
- 『ブラッド・マネー』 - Blood Money （2002年）
- 『アリス』 - Alice （2002年）
- 『リアル・ゴーン』 - Real Gone （2004年）
- 『オーファンズ』 - Orphans: Brawlers, Bawlers & Bastards （2006年）
- 『バッド・アズ・ミー』 - Bad as Me （2011年）

### ライブ・アルバム
- 『娼婦たちの晩餐〜ライヴ』 - Nighthawks at the Diner （1975年）
- 『ビッグ・タイム』 - Big Time （1988年）
- 『グリッター・アンド・ドゥーム・ライヴ』 - Glitter and Doom Live （2009年）

### サウンドトラック・アルバム
- 『ワン・フロム・ザ・ハート』 - One From the Heart （1982年） クリスタル・ゲイルとの連名で発表
- 『ナイト・オン・ザ・プラネット』 - Night on Earth （1992年）
- 『子供たちをよろしく』 - Streetwise （1983年）

### コンピレーション・アルバム
- Bounced Checks （1981年）
- 『アンソロジー・オブ・トム・ウェイツ』 - Anthology （1985年）
- 『アサイラム・イヤーズ』 - Asylum Years （1986年）
- 『アーリー・イヤーズ vol.1』 - The Early Years vol.1 （1991年）
- 『アーリー・イヤーズ vol.2』 - The Early Years vol.2 （1993年）
- 『ビューティフル・マラディーズ:ベスト・オブ・トム・ウェイツ』 - Beautiful Maladies: The Island Years （1998年）
- 『ユーズド・ソングス 1973-1980』 - Used Songs 1973-1980 （2001年）

## 主な出演映画
| 公開年 | 邦題 原題                                                                    | 役名                 | 備考                      |
| ------ | ---------------------------------------------------------------------------- | -------------------- | ------------------------- |
| 1978   | パラダイス・アレイ Paradise Alley                                            | Mumbles              |                           |
| 1982   | ワン・フロム・ザ・ハート One from the Heart                                  | トランペット奏者     | 音楽・出演 クレジットなし |
| 1983   | アウトサイダー The Outsiders                                                 | バック・メリル       |                           |
| 1983   | ランブルフィッシュ Rumble Fish                                               | ベニー               |                           |
| 1984   | コットンクラブ The Cotton Club                                               | アーヴィン・スターク |                           |
| 1986   | ダウン・バイ・ロー Down by Law                                               | ザック               |                           |
| 1987   | 黄昏に燃えて Ironweed                                                        | ルディ               |                           |
| 1987   | キャンディ・マウンテン Candy Mountain                                        | アル・シルク         |                           |
| 1988   | シェイクダウン Shakedown                                                     | ケリー               |                           |
| 1989   | チキンハート・ブルース Cold Feet                                             | ケニー               |                           |
| 1989   | ミステリー・トレイン Mystery Train                                           | ラジオDJ             | 声のみの出演              |
| 1989   | ベアスキン/都会の夜の一幕寓話(フェアリーテイル) Bearskin: An Urban Fairytale | シルヴァ             |                           |
| 1991   | クイーンズ・ロジック/女の言い分・男の言い訳 Queens Logic                     | モンテ               |                           |
| 1991   | フィッシャー・キング The Fisher King                                         | 退役軍人             | クレジットなし            |
| 1992   | ドラキュラ Bram Stoker'S Dracula                                             | R.M.レインフィールド |                           |
| 1993   | ショート・カッツ Short Cuts                                                  | アール・ピゴット     |                           |
| 1999   | ミステリー・メン Mystery Men                                                 | ドク・ヘラー         |                           |
| 2003   | コーヒー&シガレッツ Coffee & Cigarettes                                      | トム・ウェイツ       |                           |
| 2005   | ドミノ Domino                                                                | ワンダラー           |                           |
| 2005   | 人生は、奇跡の詩 La tigre e la neve                                          | トム・ウェイツ       |                           |
| 2009   | Dr.パルナサスの鏡 The Imaginarium of Doctor Parnassus                        | Mr.ニック            |                           |
| 2010   | ザ・ウォーカー The Book of Eli                                               | エンジニア           |                           |
| 2011   | Virginia/ヴァージニア Twixt                                                  | -                    | ナレーション              |
| 2012   | セブン・サイコパス Seven Psychopaths                                         | ザカリア             |                           |
| 2018   | バスターのバラード The Ballad of Buster Scruggs                              | 山師                 |                           |
| 2018   | さらば愛しきアウトロー The Old Man & the Gun                                 | ウォラー             |                           |
| 2019   | デッド・ドント・ダイ The Dead Don't Die                                      | ボブ                 |                           |
| 2021   | リコリス・ピザ Licorice Pizza                                                | レックス・ブラウ     |                           |